# Ауд (Индия)
Ау́д (Авадх, Аудх; хинди अवध, Awadh, Oudh) — историческая область в северной Индии, лежащая по среднему течению реки Ганг на территории современного штата Уттар-Прадеш. Столицей Ауда был город Лакхнау, который впоследствии стал столицей штата Уттар-Прадеш.

## История
Своё название область получила от города Айодхья, бывшего столицей государства Кошала, существовавшего на этой территории в VI веке до н. э.. Во времена древности и в средние века Авадх входил в состав княжества Каннаудж и других государств, образовывавшихся в долине Ганга.
В Империи Великих Моголов территория Ауда составляла отдельную Аудскую субу (провинцию). В 30-х годах XVIII века субадар Ауда Саадат Али Хан I провозгласил независимость и основал династию навабов-вазиров Ауда. На протяжении XVIII — первой половины XIX веков Ауд, со столицей сначала в Фаизабаде, а затем в Лакхнау, являлся одним из влиятельнейших княжеств Индии. Политическое возвышение и экономическое процветание Ауда во многом связано с ослаблением империи Великих Моголов в целом и её столицы Дели, в частности.
В то время Ауд активно выступал против экспансии Британской Ост-Индской компании, но, потерпев поражение в битве с англичанами при Буксаре в 1764 году, стал вассалом Компании.
В 1856 году Ауд был аннексирован Британской Ост-Индской компанией под предлогом дурного управления княжеством последним из навабов Ваджид Али Шахом. Это послужило причиной того, что одним из крупнейших очагов начавшегося в следующем году Индийского народного восстания 1857-1859 годов стала именно территория Ауда. Одним из вождей восстания в Ауде был мусульманский проповедник Маулави Ахмад-шах.
После английской аннексии территория Ауда была включена в Северо-Западные провинции, переименованные в 1902 году в Соединённые провинции Агра и Ауд. После получения Индией независимости Ауд — часть штата Уттар-Прадеш со столицей Лакхнау (с 1950 года).